# Minnie Dupree
Minnie Dupree (San Francisco, 19 de enero de 1875 – Nueva York, 23 de mayo de 1947) fue una actriz de teatro, cine, y radio estadounidense. Durante la Gran Depresión, ayudó a organizar el Stage Relief Fund para ayudar a actores y actrices desempleados.

## Biografía
Nacida en San Francisco, California, Dupree hizo su debut como actriz en una compañía de gira dirigida por John A. Stevens en 1887. Al año siguiente, causó una gran impresión en un pequeño papel en la obra de William Gillette Held by the Enemy en Nueva York. Recibió una serie de importantes papeles secundarios, trabajando con Richard Mansfield, Stuart Robson y Nat Goodwin. Consiguió un papel protagónico en 1900 en Women and Wine. Otros papeles principales siguieron, incluyendo en The Climbers (1901), A Rose o' Plymouth-town (1902), Heidelberg (1902), The Music Master (1904) y The Road to Yesterday (1906).[cita requerida]
Su carrera teatral posterior no tuvo éxito, y las excepciones fueron The Old Soak (1922), The Shame Woman (1923), Outward Bound (1924), interpretando a Mrs. Midge, y como actriz sustituta en el papel de Martha Brewster en el éxito Arsenic and Old Lace en 1941. Su última aparición sobre el escenario fue en Land’s End (1946). Actuó en dos largometrajes: The Young in Heart (1938), con Janet Gaynor, Douglas Fairbanks Jr., Paulette Goddard, Roland Young y Billie Burke, y Anne of Windy Poplars (1940).

## Vida personal
El 8 de noviembre de 1896, se anunció que se casaría con el mayor William H. Langley, un millonario reputado, al final de la temporada. En ese momento, fue descrita como una "hermosa rubia, y la poseedora de una magnífica cabeza de pelo rizado".
Dupree murió en la ciudad de Nueva York el 23 de mayo de 1947, a los 72 años.

### Artículos
- Arthur, Helen. "Beauties of the American Stage". National Magazine. diciembre de 1904. p. 328 (imagen), p. 329 (artículo).
- "Minnie Dupree an Advocate of Woman Suffrage".The Providence Evening News. 15 de octubre de 1914.
- "Stage Women's War Relief Makes Its First Shipment: First Box of Surgical Dressings Packed Under Supervision of Minnie Dupree". Billboard. 5 de mayo de 1917. p. 16
- Parsons, Louella. "'Over the Hill,' Old Melodrama, May Be Remade; Minnie Dupree Picked for Aged Mother". The Milwaukee Sentinel. 29 de noviembre de 1938.
- "Portrait of Actress Brought from Frat". The Lawrence Journal-World. 11 de mayo de 1940.
- Winchell, Walter. "The Star's Dressing Room". The Daytona Beach Morning Journal. 7 de febrero de 1947.
- "Minnie Dupree Dies; Stage, Film Actress". The Montreal Gazette. 24 de mayo de 1947.

### Libros
- Briscoe, Johnson (1907). "January 19: Minnie Dupree". The Actor's Birthday Book: An Authoritative Insight Into the Lives of the Men and Women of the Stage Born Between January 1 and December 31. New York: Moffat, Yard & Company. p. 30.
- Browne, Walter; Koch, E. De Roy, editors (1908). Whos Who On the Stage, 1908. New York: B. Dodge & Company. p. 141.
- Hines, Dixie; Hanaford, Harry Prescott, editors (1914). Who's Who in Music and Drama. New York: H.P. Hanaford. p. 104.
- Parker, John, editor (1922). Who's Who in the Theatre. Boston: Small,Maynard & Company. p. 247.